# Tournoi des Cinq Nations 1974
Navigation
Tournoi 1973 Tournoi 1975
Le Tournoi des Cinq Nations 1974 voit la victoire de l'Irlande. L'édition voit un niveau très homogène avec des matches très indécis (sauf le dernier Écosse-France 19-6, unique victoire par plus de six points, trois matchs nuls et seulement deux points de classement d'écart entre le premier et le dernier).
Cette édition est la quarante-cinquième du Tournoi des Cinq Nations ou la quatre-vingtième en remontant au tournoi britannique initial de la saison 1882-1883.
L'équipe de France joue, pour la première fois, contre l'Angleterre, dans l'enceinte du Parc des Princes. De nombreux spectateurs anglais perdent la vie, le lendemain 3 mars 1974, lors du crash d'un DC-10 de la compagnie Turkish Airlines, en forêt d'Ermenonville.

## Classement
| Rang | Nations        | Matchs joués | Victoires | Matchs nuls | Défaites | Points pour | Points contre | Différence de points | Points de clt. |
| 1    | Irlande        | 4            | 2         | 1           | 1        | 50          | 45            | +15                  | 5              |
| 2    | Écosse         | 4            | 2         | 0           | 2        | 41          | 35            | +6                   | 4              |
| 2    | Pays de Galles | 4            | 1         | 2           | 1        | 43          | 41            | +2                   | 4              |
| 2    | France         | 4            | 1         | 2           | 1        | 43          | 53            | -10                  | 4              |
| 5    | Angleterre     | 4            | 1         | 1           | 2        | 63          | 66            | -3                   | 3              |

- Exceptionnellement, toutes les équipes sont à égalité « tenantes du titre ».
- L'Angleterre, bien que dernière, a la meilleure attaque ; l'Écosse a la meilleure défense et l'Irlande victorieuse réalise la plus forte différence de points.

## Résultats
Les dix matchs ont lieu un samedi sur cinq dates :
| 19 janvier 1974 à Paris    | France         | 09 - 6  | Irlande        |
| 19 janvier 1974 à Cardiff  | Pays de Galles | 06 - 0  | Écosse         |
| 2 février 1974 à Dublin    | Irlande        | 09 - 9  | Pays de Galles |
| 2 février 1974 à Édimbourg | Écosse         | 16 - 14 | Angleterre     |
| 16 février 1974 à Cardiff  | Pays de Galles | 16 - 16 | France         |
| 16 février 1974 à Londres  | Angleterre     | 21 - 26 | Irlande        |
| 2 mars 1974 à Paris        | France         | 12 - 12 | Angleterre     |
| 2 mars 1974 à Dublin       | Irlande        | 09 - 6  | Écosse         |
| 16 mars 1974 à Édimbourg   | Écosse         | 19 - 6  | France         |
| 16 mars 1974 à Londres     | Angleterre     | 16 - 12 | Pays de Galles |

## Les matchs
Feuilles de match des dix rencontres :

### France - Irlande
La France interrompt une série de trois victoires de l'Irlande :
| 19 janvier 1974 Temps gris ; vent léger. | France Capitaine : Barrau                                                     | 9 - 6 (0-3) | Irlande Capitaine : McBride    | Parc des Princes, Paris Bonne pelouse 43 694 spectateurs Arbitre : A Hosie |
| 19 janvier 1974 Temps gris ; vent léger. | Essai(s) : Boffelli 45e Transformation(s) : Aguirre Pénalité(s) : Bérot 80e+4 |             | Pénalité(s) : 2 Ensor 30e, 56e | Parc des Princes, Paris Bonne pelouse 43 694 spectateurs Arbitre : A Hosie |
| 19 janvier 1974 Temps gris ; vent léger. |                                                                               |             |                                | Parc des Princes, Paris Bonne pelouse 43 694 spectateurs Arbitre : A Hosie |

### Pays de Galles - Écosse
Sixième victoire consécutive du pays de Galles à domicile face à l'Écosse :
| 19 janvier 1974 Temps gris ; vent assez fort pour le pays de Galles puis l'Écosse. | Pays de Galles Capitaine : JPR Williams           | 6 - 0 (6-0) | Écosse Capitaine : McLauchlan | Arms Park, Cardiff Bonne pelouse 60 000 spectateurs Arbitre : R Johnson |
| 19 janvier 1974 Temps gris ; vent assez fort pour le pays de Galles puis l'Écosse. | Essai(s) : Cobner 24e Transformation(s) : Bennett |             |                               | Arms Park, Cardiff Bonne pelouse 60 000 spectateurs Arbitre : R Johnson |
| 19 janvier 1974 Temps gris ; vent assez fort pour le pays de Galles puis l'Écosse. |                                                   |             |                               | Arms Park, Cardiff Bonne pelouse 60 000 spectateurs Arbitre : R Johnson |

### Irlande - pays de Galles
| 2 février 1974 Temps couvert avec éclaircies ; vent froid et violent pour l'Irlande puis l’Écosse. | Irlande Capitaine : McBride        | 9 - 9 (6-6) | Pays de Galles Capitaine : Edwards                                              | Lansdowne Road, Dublin Terrain légèrement gras. Arbitre : K Pattinson |
| 2 février 1974 Temps couvert avec éclaircies ; vent froid et violent pour l'Irlande puis l’Écosse. | Pénalité(s) : 3 Ensor 4e, 33e, 49e |             | Essai(s) : JJ Williams 7e Transformation(s) : Bennett Pénalité(s) : Bennett 53e | Lansdowne Road, Dublin Terrain légèrement gras. Arbitre : K Pattinson |
| 2 février 1974 Temps couvert avec éclaircies ; vent froid et violent pour l'Irlande puis l’Écosse. |                                    |             |                                                                                 | Lansdowne Road, Dublin Terrain légèrement gras. Arbitre : K Pattinson |

### Écosse - Angleterre
| 2 février 1974 Temps frais ensoleillé. | Écosse Capitaine : McLauchlan                                                                             | 16 - 14 (9-7) | Angleterre Capitaine : Pullin                                                          | Murrayfield, Édimbourg Terrain lourd Arbitre : J Saint-Guilhem |
| 2 février 1974 Temps frais ensoleillé. | Essai(s) : 2 W Lauder 13e, Irvine 70e Transformation(s) : 1/2 Irvine 13e Pénalité(s) : 2 Irvine 6e, 80e+4 |               | Essai(s) : 2 Cotton 26e, Neary 55e Pénalité(s) : A Old 23e Drop(s) : P Rossborough 76e | Murrayfield, Édimbourg Terrain lourd Arbitre : J Saint-Guilhem |
| 2 février 1974 Temps frais ensoleillé. | |               |                                                                                        | Murrayfield, Édimbourg Terrain lourd Arbitre : J Saint-Guilhem |

### Pays de Galles - France
| 16 février 1974 Temps doux et couvert ; vent en faveur des Gallois puis des Français. | Pays de Galles Capitaine : G Davies                                                              | 16 - 16 (13-13) | France Capitaine : Cester                                                 | Arms Park, Cardiff Bon terrain 60 000 spectateurs Arbitre : N Sanson |
| 16 février 1974 Temps doux et couvert ; vent en faveur des Gallois puis des Français. | Essai(s) : JJ Williams (1re mi-temps) Pénalité(s) : 3 Bennett 2e, 13e, 70e Drop(s) : Edwards 19e |                 | Essai(s) : Lux 7e Pénalité(s) : 3 Romeu 10e, 30e, 35e Drop(s) : Romeu 75e | Arms Park, Cardiff Bon terrain 60 000 spectateurs Arbitre : N Sanson |
| 16 février 1974 Temps doux et couvert ; vent en faveur des Gallois puis des Français. |                                                                                                  |                 |                                                                           | Arms Park, Cardiff Bon terrain 60 000 spectateurs Arbitre : N Sanson |

### Angleterre - Irlande
| 16 février 1974 Temps variable ; vent d'abord pour l'Irlande puis pour l'Angleterre avec moins de violence. | Angleterre Capitaine : Pullin                                                               | 21 - 26 (6-10) | Irlande Capitaine : McBride | Twickenham, Londres Pelouse excellente Arbitre : M Joseph |
| 16 février 1974 Temps variable ; vent d'abord pour l'Irlande puis pour l'Angleterre avec moins de violence. | Essai(s) : Squires 63e Transformation(s) : A Old Pénalité(s) : 5 A Old 2e, 49e, 54e, 58e, ? |                | Essai(s) : 4 T Moore 36e ; Moloney 45e ; Gibson 50e, 60e, Transformation(s) : 2/4 Ensor 45e, 60e Pénalité(s) : Ensor 16e Drop(s) : Quinn 39e | Twickenham, Londres Pelouse excellente Arbitre : M Joseph |
| 16 février 1974 Temps variable ; vent d'abord pour l'Irlande puis pour l'Angleterre avec moins de violence. |                                                                                             |                | | Twickenham, Londres Pelouse excellente Arbitre : M Joseph |

### Irlande - Écosse
| 2 mars 1974 Temps froid et sec ; vent nul. | Irlande Capitaine : McBride                                                    | 9 - 6 (9-0) | Écosse Capitaine : McLauchlan | Lansdowne Road, Dublin Pelouse excellente 50 000 spectateurs Arbitre : F Palmade |
| 2 mars 1974 Temps froid et sec ; vent nul. | Essai(s) : Milliken 8e Transformation(s) : Gibson Pénalité(s) : S McKinney 28e |             | Pénalité(s) : Irvine          | Lansdowne Road, Dublin Pelouse excellente 50 000 spectateurs Arbitre : F Palmade |
| 2 mars 1974 Temps froid et sec ; vent nul. |                                                                                |             |                               | Lansdowne Road, Dublin Pelouse excellente 50 000 spectateurs Arbitre : F Palmade |

### France - Angleterre
| 2 mars 1974 Temps doux et ensoleillé. | France Capitaine : Cester                                              | 12 - 12 (6-0) | Angleterre Capitaine : Pullin                                                                | Parc des Princes, Paris Terrain souple 43 964 spectateurs Arbitre : J Kelleher |
| 2 mars 1974 Temps doux et ensoleillé. | Essai(s) : Romeu 46e Transformation(s) : Romeu Pénalité(s) : Romeu 25e |               | Essai(s) : Duckham 60e Transformation(s) : A Old Pénalité(s) : A Old 48e Drop(s) : Evans 44e | Parc des Princes, Paris Terrain souple 43 964 spectateurs Arbitre : J Kelleher |
| 2 mars 1974 Temps doux et ensoleillé. |                                                                        |               |                                                                                              | Parc des Princes, Paris Terrain souple 43 964 spectateurs Arbitre : J Kelleher |

### Écosse - France
| 16 mars 1974 Beau temps ; vent presque nul. | Écosse Capitaine : McLauchlan                                                                                  | 19 - 6 (9-3) | France Capitaine : Cester                  | Murrayfield, Édimbourg Bonne pelouse 70 000 spectateurs Arbitre : K Clark |
| 16 mars 1974 Beau temps ; vent presque nul. | Essai(s) : 2 McHarg 43e, L Dick 72e Transformation(s) : 1/2 Irvine Pénalité(s) : 3 Morgan 14e, Irvine 43e, 55e |              | Pénalité(s) : Romeu 5e Drop(s) : Romeu 48e | Murrayfield, Édimbourg Bonne pelouse 70 000 spectateurs Arbitre : K Clark |
| 16 mars 1974 Beau temps ; vent presque nul. | |              |                                            | Murrayfield, Édimbourg Bonne pelouse 70 000 spectateurs Arbitre : K Clark |

### Angleterre - pays de Galles
| 16 mars 1974 Beau temps ; vent violent pour les Gallois puis pour les Anglais. | Angleterre Capitaine : Pullin                                                                         | 16 - 12 (7-9) | Pays de Galles Capitaine : Edwards                                                 | Twickenham, Londres Pelouse excellente 72 000 spectateurs Arbitre : J West |
| 16 mars 1974 Beau temps ; vent violent pour les Gallois puis pour les Anglais. | Essai(s) : 2 Duckham 11e, Ripley 43e Transformation(s) : 1/2 A Old 43e Pénalité(s) : 2 A Old 23e, 63e |               | Essai(s) : Davies 25e Transformation(s) : Bennett Pénalité(s) : 2 Bennett 38e, 51e | Twickenham, Londres Pelouse excellente 72 000 spectateurs Arbitre : J West |
| 16 mars 1974 Beau temps ; vent violent pour les Gallois puis pour les Anglais. | |               |                                                                                    | Twickenham, Londres Pelouse excellente 72 000 spectateurs Arbitre : J West |

## Composition de l'équipe victorieuse
- voir article détaillé : Irlande Tournoi 1974